# 밀란 체이로브
밀란 체이로브(Milan Cheylov, 1950년 ~ )는 캐나다의 영화 감독, 배우, 텔레비전 배우이다.

## 방송
- 원스 어폰 어 타임 2
- 24 시즌8
- 24 시즌7
- 쌍둥이 에디슨